# Бар (Венгрия)
Бар (венг. Bár) — посёлок(község) в медье Баранья в Венгрии.

## История
Согласно археологическим данным, люди жили в этих местах ещё в каменном веке; также найдены остатки дорог времён древнего Рима.
В письменных источниках (как «Boor» или «Bor») впервые упоминается в 1296 году.
Деревня была важным стратегическим пунктом, и даже во время турецкой оккупации население не покинуло её, предпочтя платить двойную подушную подать. Из-за непрекращающихся турецко-венгерских войн деревня постоянно подвергалась грабительским набегам, пока в 1599 году не была уничтожена гайдуками.
Люди вновь начали заселять эти места в 1780-х годах. В XIX веке деревня сильно развивалась. После Первой мировой войны была оккупирована сербскими войсками, которые покинули Венгрию лишь в 1921 году.
На 1 января 2015 года в посёлке проживало 522 человека.

## Население
| Год  | Численность | Численность |
| ---- | ----------- | ----------- |
| 2013 | 556         | [ 4 ]       |
| 2014 | 529         | [ 5 ]       |
| 2015 | 522         | [ 6 ]       |
| 2019 | 539         | [ 7 ]       |
| 2021 | 557         | [ 8 ]       |
| 2022 | 534         | [ 9 ]       |
| 2023 | 545         | [ 10 ]      |
| 2024 | 553         | [ 2 ]       |